# Mulheres no cristianismo

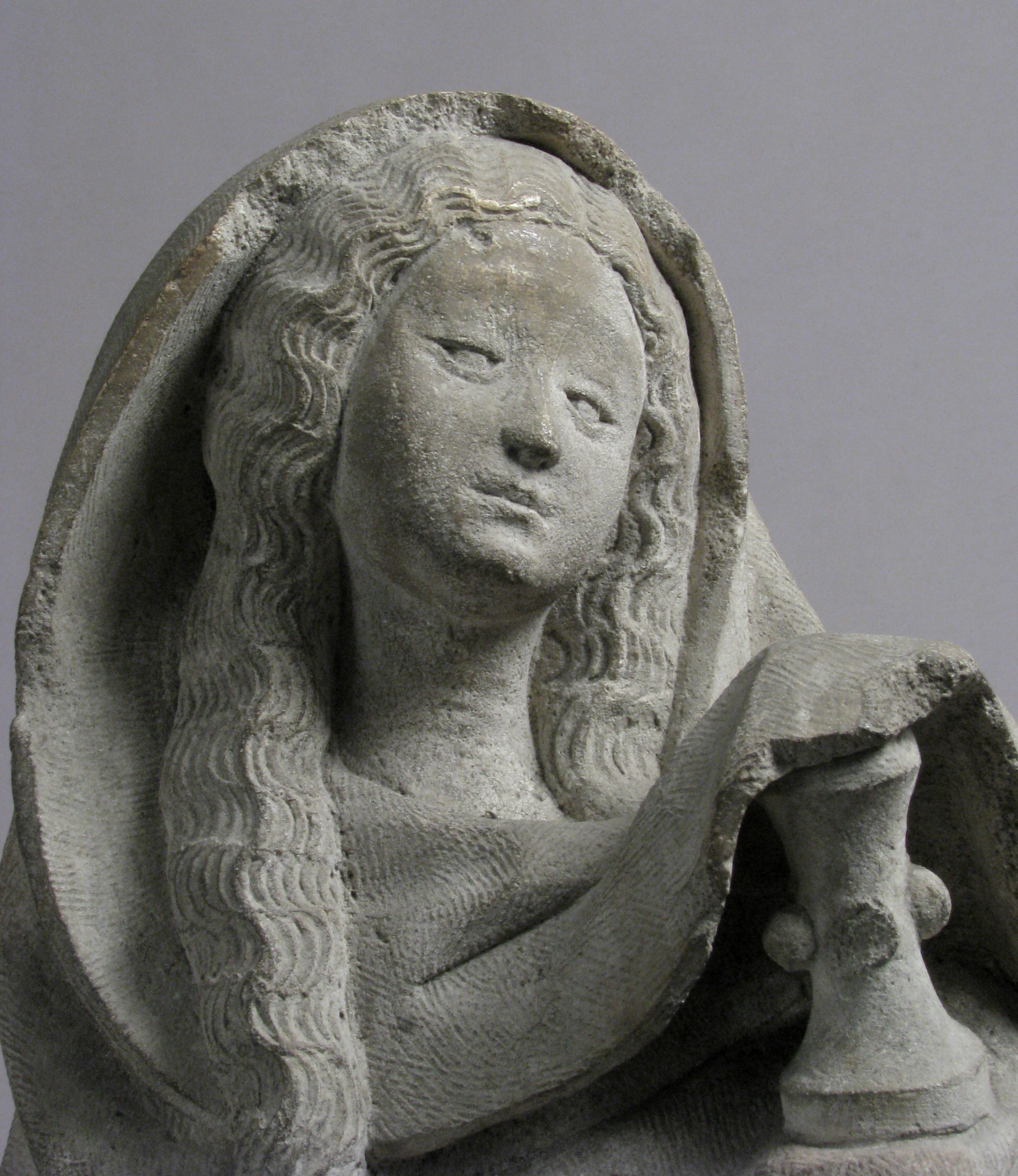
Escultura em pedra representando Maria Madalena.

Os papéis das mulheres no cristianismo têm variado desde a fundação da religião. Elas desempenharam funções importantes, especialmente em posições de ministério formal dentro de certas denominações cristãs e em organizações paraeclesiásticas. Embora nasçam naturalmente mais homens do que mulheres, e que em 2014 a população global incluísse 300 milhões a mais de homens em idade reprodutiva do que de mulheres (principalmente no Extremo Oriente), em 2016 estimou-se que 52–53 por cento da população cristã mundial com 20 anos ou mais era feminina, caindo essa proporção para 51,6 por cento em 2020. O Pew Research Center estudou os efeitos do gênero na religiosidade em todo o mundo, constando que as mulheres cristãs em 53 países são geralmente mais religiosas do que os homens cristãos, enquanto cristãos de ambos os gêneros em países africanos têm igual probabilidade de frequentar os cultos regularmente.
O Novo Testamento, que é o núcleo da fé cristã, começa com o Evangelho de Mateus. O Judaísmo encontra sua força no estudo das escrituras judaicas e no debate vigoroso acerca de seu significado, o que não era considerado blasfêmia então nem é hoje. Jesus é questionado pelos sacerdotes sobre se uma mulher pode divorciar-se de um homem, já que o próprio Moisés menciona apenas um ato de divórcio praticado pelo homem. Jesus afirma que homens e mulheres são iguais aos olhos de Deus porque, no princípio, Deus criou a humanidade como homem e mulher. Se um homem pode divorciar-se, assim também pode uma mulher, mas o ideal é permanecer como uma só carne. Ao longo dos Evangelhos, ele defende a espiritualidade das mulheres e reúne tanto meninos quanto meninas ao seu redor, curando os males de ambos. Em talvez sua defesa mais conhecida de uma mulher prestes a ser apedrejada por adultério, ele desafia qualquer um que não seja pecador a atirar a primeira pedra.
Muitos papéis de liderança em sua época, como o dos sacerdotes do Templo, eram ocupados por homens, pois estes eram os provedores da família. Em séculos posteriores, a igreja organizada em torno da crença no papel messiânico de Cristo manteve a divisão de tarefas entre homens e mulheres, embora, nos longos séculos anteriores ao controle da natalidade, uma mulher que preferisse um caminho intelectual pudesse ingressar em um convento. O rei João, famoso pela Magna Carta, foi educado por freiras.
Muitas igrejas nos tempos modernos passaram a adotar uma visão igualitária quanto aos papéis das mulheres na igreja, agora que a criação dos filhos deixou de ser uma função quase inescapável. Nas igrejas católica romana e ortodoxa, somente homens podem servir como sacerdotes ou anciãos (bispos, presbíteros e diáconos); apenas homens celibatários ocupam cargos de liderança sênior, como papa, patriarca e cardeal. As mulheres podem servir como abadessas e virgens consagradas. Várias denominações protestantes mainstream têm começado a flexibilizar as antigas restrições à ordenação de mulheres para o ministério (sacerdócio), embora alguns grupos grandes, notadamente a Southern Baptist Convention, estejam endurecendo suas restrições em reação. Quase todas as igrejas Carismáticas e pentecostais foram pioneiras nesse aspecto, Outras denominações protestantes, como os Quakers, também passaram a aceitar pregadoras desde a sua criação; os Shakers, uma denominação monástica protestante originada dos Quakers, também foram marcadamente igualitários em sua liderança original.
As tradições cristãs que reconhecem oficialmente santos como pessoas de santidade excepcional veneram muitas mulheres como santas. A mais proeminente é Maria, mãe de Jesus, que é altamente reverenciada em todo o cristianismo, especialmente no catolicismo romano e na ortodoxia, onde é considerada a "Mãe de Deus". Tanto os apóstolos Paulo quanto Pedro valorizavam as mulheres e as consideravam dignas de posições de destaque na igreja, embora cuidassem para não incentivar ninguém a desconsiderar os códigos domésticos do Novo Testamento, também conhecidos como Códigos Domésticos do Novo Testamento ou Haustafelen. A importância das mulheres por terem sido as primeiras a testemunhar a ressurreição de Jesus foi reconhecida ao longo dos séculos. Houve esforços dos apóstolos Paulo e Pedro para encorajar os cristãos do primeiro século a obedecer à Patria Potestas (lit.  "Regra dos Pais") da lei greco-romana. O registro escrito dos esforços deles no Novo Testamento encontra-se, por exemplo, em Colossenses 3:18–4:1, Efésios 5:22–6:9, 1 Pedro 2:13–3:7, Tito 2:1–10 e 1 Timóteo 2:1, 3:1, 3:8, 5:17, e 6:1. Como pode ser observado ao longo do Antigo Testamento e na cultura greco-romana dos tempos do Novo Testamento, sociedades patriarcais colocavam os homens em posições de autoridade no casamento, na sociedade e no governo. O Novo Testamento registra apenas homens entre os 12 apóstolos originais de Jesus Cristo, contudo, foram as mulheres as primeiras a descobrir a ressurreição de Cristo.
Alguns cristãos acreditam que a ordenação clerical e a concepção de sacerdócio surgiram após o Novo Testamento e que este não contém especificações para tal ordenação ou distinção. Outros, entretanto, citam o uso dos termos presbítero e bispo, bem como 1 Timóteo 3:1–7 ou Efésios 4:11–16, como evidência em contrário. A igreja primitiva desenvolveu uma tradição monástica que incluiu a instituição do convento, por meio do qual as mulheres formaram ordens religiosas de irmãs e freiras, ministério importante que continua até hoje na criação de escolas, hospitais, casas de repouso e comunidades monásticas.

## Teologia
Maria, a Mãe de Jesus, Maria Madalena, Maria de Betânia e sua irmã Marta têm sido identificadas como fundamentais para o estabelecimento do cristianismo. A professora de Estudos do Novo Testamento e História do Cristianismo, Karen L. King, de Harvard, afirma que a história das mulheres no cristianismo antigo foi praticamente revista nos últimos vinte anos, com muitas mais mulheres sendo incluídas na lista das que fizeram contribuições significativas nos primórdios do cristianismo. Essa nova história deve-se, principalmente, a recentes descobertas de textos bíblicos que haviam sido negligenciados ao longo dos tempos.
A crença de que Maria Madalena foi uma adúltera e uma prostituta arrependida pode ser rastreada até uma homilia pascal proferida por Pope Gregory the Great em 591, quando o papa confundiu Maria Madalena, mencionada em Lucas 8:2, com Maria de Betânia (Lucas 10:39) e com a mulher pecadora que ungiu os pés de Jesus em Lucas 7:36–50. Esse erro histórico tornou-se a visão geralmente aceita no Cristianismo Ocidental. King conclui que as descobertas de novos textos por estudiosos bíblicos, combinadas com uma visão crítica mais aguçada, provaram, sem sombra de dúvida, que o retrato desfavorável de Maria Madalena é completamente impreciso. Maria Madalena foi uma discípula proeminente e líder significativa no movimento cristão primitivo. Sua designação como a primeira apóstola de Jesus ajudou a promover o reconhecimento contemporâneo da liderança feminina no cristianismo.
Os evangelhos do Novo Testamento, escritos no último quarto do primeiro século d.C., reconhecem que as mulheres estiveram entre os primeiros seguidores de Jesus: desde o princípio, mulheres judias discípulas, incluindo Maria Madalena, Joana e Susana, acompanhavam Jesus durante seu ministério e o sustentavam com seus próprios recursos; Jesus falou com as mulheres tanto em público quanto em particular e permitiu que elas demonstrassem exemplos de fé. De acordo com dois relatos evangélicos, uma mulher gentia anônima compreendeu e foi elogiada por Jesus ao argumentar que seu ministério não se limitava a grupos ou pessoas específicas, mas pertencia a todos os que têm fé; uma mulher judia o honrou com a extraordinária hospitalidade de lavar seus pés com perfume; Jesus costumava visitar a casa de Maria e Marta, ensinando e partilhando refeições com mulheres e homens; quando Jesus foi preso, as mulheres permaneceram firmes, mesmo quando seus discípulos homens fugiram para se esconder; elas o acompanharam até os pés da cruz; e foram as mulheres as primeiras testemunhas da ressurreição, sendo Maria Madalena a principal delas.
Em Christianity: A Very Short Introduction, Linda Woodhead observa que a base teológica cristã para se formar uma posição acerca dos papéis das mulheres encontra-se no Book of Genesis, onde o leitor é levado à conclusão de que as mulheres estão em posição inferior aos homens e que a imagem de Deus resplandece mais intensamente nos homens do que nas mulheres. As seguintes passagens do Novo Testamento e crenças teológicas mais recentes contribuíram para a interpretação dos papéis das mulheres no cristianismo ao longo dos séculos:
"Mas as mulheres se salvarão mediante a concepção — se continuarem na fé, no amor e na santidade com decoro." E o ensinamento de que a regra permanece com o marido, à qual a esposa deve obedecer por mandamento divino. O homem governa o lar e o Estado, trava guerras e defende seus bens, enquanto a mulher, comparada a um prego cravado na parede, permanece em casa, sem ultrapassar seus deveres mais íntimos. (Luther, Lectures) Em termos precisos, o ofício da mulher, sua tarefa e função, seria realizar a comunhão na qual o homem pode apenas precedê-la, estimulando, conduzindo e inspirando.

## Autoridade bíblica e inerrância
Em geral, todos os evangelicals envolvidos no debate de gênero afirmam aderir à autoridade da Bíblia. Os igualitários costumam argumentar que a controvérsia surgiu devido a diferenças na interpretação de passagens específicas. Entretanto, Wayne Grudem e outros complementarianos acusam os igualitários de adotarem posições que negam a autoridade, a suficiência e a inerrância das Escrituras:
Eu acredito que, em última análise, a autoridade efetiva das Escrituras para governar nossas vidas está em jogo nesta controvérsia. A questão não é se afirmamos acreditar que a Bíblia é a Palavra de Deus ou que ela é isenta de erro, mas se, de fato, a obedecemos quando seus ensinamentos são impopulares e conflitam com os pontos de vista dominantes em nossa cultura. Se não a obedecermos, a autoridade efetiva de Deus para governar Seu povo e Sua igreja por meio de Sua Palavra foi erodida, conclui Grudem.Original {{{{{língua}}}}}: Evangelical Feminism and Biblical Truth— Wayne Grudem (ênfases no original)

## Prática e organização na igreja
Líderes cristãos ao longo da história adotaram uma postura patriarcal, utilizando termos que minimizam a liderança feminina na igreja. Esses termos incluem "pai", "abade" ou "abba" (que significa 'pai') e "papa" ou "papa" (também significando 'pai'). Linda Woodhead observa que essa linguagem exclui as mulheres desses papéis. Ela também menciona um sentimento expresso em 1 Coríntios, que exemplifica o padrão no cristianismo em todas as suas vertentes, no qual Paulo explica que as mulheres devem usar véu na igreja para sinalizar sua subordinação aos homens, pois a cabeça de todo homem é Cristo e a cabeça da mulher é seu marido, e que as mulheres devem permanecer em silêncio nos cultos, estando subordinadas e sem permissão para falar. Entretanto, alguns cristãos discordam da ideia de que as mulheres não devam ocupar cargos de liderança; pregadoras populares como Joyce Meyer, Paula White e Kathryn Kuhlman já exerceram funções de liderança na Igreja. É mencionado no Antigo Testamento que mulheres como Deborah e Huldah foram profetisas, e no Novo Testamento é relatado que Filipe tinha quatro filhas que profetizavam.

## Inerrância bíblica
As posições igualitárias e complementarianas diferem significativamente em sua abordagem à hermenêutica, especialmente na interpretação da história bíblica. Os igualitários cristãos acreditam que homens e mulheres foram criados de forma igual, sem qualquer hierarquia de papéis, pois Deus criou ambos à Sua imagem e semelhança. Deus fez o primeiro casal como parceiros iguais na liderança sobre a terra, incumbindo-os conjuntamente de frutificar, encher a terra, subjugá-la e governá-la. No entanto, com a entrada do pecado no mundo, conforme profetizado a Eva, o marido passaria a governá-la.
O teólogo conservador Gilbert Bilezikian aponta que, ao longo do período do Antigo Testamento e além, assim como Deus havia profetizado, os homens continuaram a governar as mulheres em um sistema patriarcal que ele interpreta como um compromisso ou acomodação entre a realidade pecaminosa e o ideal divino. O advento de Jesus é entendido como um avanço em relação ao patriarcado do Antigo Testamento, restabelecendo a plena igualdade de papéis entre os gêneros, conforme expressa de forma sucinta em Galátas 3:28.
Passagens do Novo Testamento, como "Mulheres, sujeitem-se a seus maridos, como ao Senhor. Pois o marido é o cabeça da mulher, como também Cristo é o cabeça da igreja, seu corpo, e ele próprio é o Salvador. Assim como a igreja está sujeita a Cristo, também as mulheres estejam em tudo submissas a seus maridos", que ensinam a submissão das esposas aos maridos, são tipicamente entendidas pelos igualitários como adaptações temporárias a uma cultura rigorosa do primeiro século, na qual a Patria Potestas romana concedia aos pais um enorme poder sobre toda a família, incluindo a esposa, chegando a dar ao pai o direito de matar a esposa em determinadas circunstâncias. O autor Bilezikian afirma que "o veneno da hierarquia gerado pela queda permeou as relações a tal ponto que aqueles mesmos discípulos que Jesus treinava na via do serviço insistiam em substituir o serviço pela hierarquia, competindo entre si por status e posições de destaque." Ele conclui que "não há mandato nem permissão no Novo Testamento para que um crente adulto exerça autoridade sobre outro crente adulto. Ao invés disso, o princípio geral é a submissão mútua entre todos os crentes por reverência a Cristo."
O tratamento sistemático da hermenêutica igualitária recebeu grande ênfase do professor William J. Webb, da Heritage Theological Seminary, no Canadá. Webb argumenta que o grande desafio é determinar quais comandos bíblicos são "transculturais" e, portanto, aplicáveis hoje, versus aqueles que são "culturais" e aplicáveis apenas aos destinatários originais do primeiro século. Ele justifica sua abordagem "do movimento redentor" utilizando o exemplo da escravidão, que ele vê como análogo à subordinação das mulheres. Hoje, os cristãos em sua maioria entendem que a escravidão era uma prática cultural na época bíblica e não algo que deva ser reintroduzido ou justificado, embora a escravidão estivesse presente na Bíblia e não fosse explicitamente proibida. Webb recomenda que os comandos bíblicos sejam analisados à luz do contexto cultural em que foram originalmente escritos. Segundo essa abordagem redentiva, embora a escravidão e a subordinação das mulheres estejam presentes nas Escrituras, os mesmos textos contêm princípios que, se plenamente desenvolvidos e levados a suas conclusões lógicas, levariam à abolição dessas instituições. De acordo com esse ideal, o patriarcado bíblico deveria ser substituído pela proclamação de que "não há judeu nem grego, escravo nem livre, homem nem mulher, pois todos são um em Cristo Jesus", como diz Galátas 3:28.
Outras instruções do Novo Testamento, quase universalmente consideradas "culturais" e, portanto, aplicáveis apenas aos destinatários originais, incluem o mandamento para que as mulheres usem véus ao orar ou profetizar, a prática de lavar os pés uns dos outros (um comando direto de Jesus no discurso da Última Ceia), e a instrução, presente em cinco passagens do Novo Testamento, para que os membros se cumprimentem com um beijo santo – entre outros.
Em contraste com o ensino igualitário, os complementarianos ensinam que a prioridade masculina e a liderança (cargo de autoridade) foram instituídas antes da Queda e que o decreto de Gênesis 3:16 apenas distorceu essa liderança ao introduzir uma dominação "iníqua". Complementarianos ensinam que a liderança masculina observada ao longo do Antigo Testamento (como nos patriarcas, no sacerdócio e na monarquia) era uma expressão do ideal da criação, assim como a escolha de Jesus pelos 12 apóstolos homens e as restrições do Novo Testamento à liderança na igreja para homens apenas. Complementarianos criticam a hermenêutica de Webb. Grudem argumenta que Webb espera que os cristãos adotem uma "ética superior" àquela encontrada no Novo Testamento, minando, assim, a autoridade e a suficiência das Escrituras. Ele afirma que Webb e outros evangélicos interpretam equivocadamente os ensinamentos bíblicos sobre tanto a escravidão quanto a condição das mulheres, confundindo-os de maneira inadequada.
Os artigos continuam apontando para links em inglês porque muitas das fontes originais, documentos, estudos e bases de dados utilizados nas referências foram produzidos originalmente em inglês e permanecem acessíveis apenas nesse idioma, de forma que a tradução completa das URLs ou o fornecimento de fontes equivalentes em português nem sempre é possível ou disponível.

## Tradições cristãs
Muitos papéis de liderança na igreja organizada foram proibidos para mulheres. Nas igrejas Católica Romana e Ortodoxa, apenas homens podem servir como padres; apenas homens celibatários podem ocupar posições de liderança, como papa, patriarca e cardeais. A maioria das igrejas carismáticas e pentecostais foram pioneiras nessa questão e permitiram que mulheres pregassem desde a sua fundação.
As tradições cristãs que oficialmente reconhecem santos como pessoas de excepcional santidade veneram muitas mulheres como santas. A mais proeminente é Maria, mãe de Jesus, altamente reverenciada em todo o cristianismo, especialmente no catolicismo romano e na ortodoxia oriental, onde é considerada a "Mãe de Deus". Tanto os apóstolos Paulo quanto Pedro tinham as mulheres em alta consideração e as consideravam dignas de posições de destaque na igreja, embora fossem cuidadosos em não encorajar ninguém a desrespeitar os códigos domésticos do Novo Testamento.
Como pode ser visto ao longo do Antigo Testamento e na cultura greco-romana do tempo do Novo Testamento, as sociedades patriarcais colocavam os homens em posições de autoridade no casamento, na sociedade e no governo. O Novo Testamento registra apenas homens entre os 12 apóstolos originais de Jesus Cristo. No entanto, foram as mulheres as primeiras a descobrir a Ressurreição de Cristo. Alguns cristãos acreditam que a ordenação clerical e a concepção do sacerdócio surgiram após o Novo Testamento e que este não contém especificações para tal ordenação ou distinção. Outros citam o uso dos termos presbítero e epíscopo, assim como 1 Timóteo 3:1–7 e Efésios 4:11–16, como evidências em contrário.
A igreja primitiva desenvolveu uma tradição monástica que incluía a instituição dos conventos, através dos quais as mulheres formaram ordens religiosas de irmãs e freiras. Este importante ministério feminino continua até hoje, com a criação de escolas, hospitais, lares de idosos e assentamentos monásticos.

## Visões teológicas
A importância das mulheres como as primeiras a testemunhar a ressurreição de Jesus tem sido reconhecida ao longo dos séculos. Paulo e Pedro se esforçaram para encorajar os primeiros cristãos do século I a obedecer à patria potestas da lei greco-romana. O registro escrito desses esforços no Novo Testamento pode ser encontrado em Colossenses 3:18, Efésios 5:22, 1 Pedro 3:5-6, Tito 2:1–5 e 1 Timóteo 2:9-12, 3:1, e 5:11-15.
Maria, mãe de Jesus, Maria Madalena, Maria de Betânia e sua irmã Marta estão entre as mulheres identificadas como fundamentais para o estabelecimento do cristianismo. Karen L. King, professora de estudos do Novo Testamento e História do Cristianismo Antigo em Harvard, afirma que a história das mulheres no cristianismo antigo foi quase completamente revisada nos últimos vinte anos. Muitas mais mulheres estão sendo reconhecidas por suas contribuições significativas na história inicial do cristianismo. Essa nova história surge principalmente de descobertas recentes de textos bíblicos que foram negligenciados ao longo dos séculos.
A crença de que Maria Madalena era uma adúltera, esposa de Jesus e prostituta arrependida pode ser rastreada até uma homilia de Páscoa dada pelo Papa Gregório Magno em 591, quando o sumo pontífice confundiu Maria Madalena, mencionada em Lucas 8:2, com Maria de Betânia (Lucas 10:39) e com a "mulher pecadora" não identificada que ungiu os pés de Jesus em Lucas 7:36–50. Esse erro histórico tornou-se a visão geralmente aceita no cristianismo ocidental. Karen King conclui que as descobertas de novos textos por estudiosos bíblicos, juntamente com uma análise crítica mais apurada, agora provaram, além de qualquer dúvida, que a imagem desonrosa de Maria Madalena é totalmente incorreta.
Maria Madalena foi uma discípula proeminente e uma líder significativa no movimento cristão primitivo. Sua designação como a primeira apóstola de Jesus ajudou a promover a conscientização contemporânea sobre a liderança das mulheres no cristianismo.
Os evangelhos do Novo Testamento, escritos por volta do último quarto do primeiro século d.C, reconhecem que as mulheres estavam entre os primeiros seguidores de Jesus:
- Desde o início, discípulas judias, incluindo Maria Madalena, Joana e Susana, acompanharam Jesus durante seu ministério e o apoiaram com seus próprios recursos.[65]
- Jesus falou com mulheres tanto em público quanto em privado e permitiu que elas dessem exemplos de fé. De acordo com dois relatos dos evangelhos, uma mulher gentia não identificada compreendeu e foi elogiada por Jesus ao argumentar que seu ministério não se limitava a grupos ou pessoas específicos, mas pertencia a todos os que têm fé. Uma mulher judia o honrou com a hospitalidade extraordinária de lavar seus pés com perfume.[66]
- Jesus era um visitante frequente na casa de Maria e Marta, e tinha o hábito de ensinar e fazer refeições com mulheres, bem como com homens. Quando Jesus foi preso, as mulheres permaneceram firmes, mesmo quando seus discípulos homens fugiram e se esconderam. As mulheres o acompanharam até o pé da cruz.
- Foram as mulheres as primeiras testemunhas da ressurreição, sendo Maria Madalena a principal entre elas. Esses relatos dos evangelhos refletem os papéis históricos proeminentes que as mulheres desempenharam no ministério de Jesus como discípulas.[63]

Na obra "Christianity: A Very Short Introduction", Linda Woodhead observa que a base teológica cristã mais antiga para formar uma posição sobre os papéis das mulheres está no Livro de Gênesis, onde os leitores são levados à conclusão de que as mulheres estão abaixo dos homens e que a imagem de Deus brilha mais intensamente nos homens do que nas mulheres.

### Nomenclaturas na tradição do cristianismo
Líderes cristãos ao longo da história têm sido patriarcais, adotando títulos que minimizam a liderança feminina na igreja. Esses títulos incluem "pai", "abade", "abba" e "papa". Linda Woodhead observa que essa linguagem exclui as mulheres desses papéis. Ela também menciona um sentimento em 1 Coríntios que exemplifica o padrão do cristianismo em todas as suas variedades, onde Paulo explica que as mulheres devem utilizar véu na igreja para sinalizar sua subordinação aos homens.
No entanto, alguns cristãos discordam da ideia de que as mulheres não devem ter posições de liderança. Pregadoras populares como Joyce Meyer, Paula White e Kathryn Kuhlman ocuparam papéis de liderança na igreja. No Antigo Testamento, é mencionado que mulheres como Débora e Hulda foram profetisas. No Novo Testamento, é dito que Filipe tinha quatro filhas que profetizavam.

## Mulheres proeminentes no Antigo Testamento
O cristianismo herdou as representações das mulheres já existentes na Bíblia Hebraica, conhecida pelos cristãos como o Antigo Testamento.
No Livro do Gênesis, a primeira história da criação narra a criação simultânea do homem e da mulher, enquanto a segunda história da criação nomeia Adão e Eva como o primeiro homem e a primeira mulher; na narrativa, Adão foi criado primeiro, e Eva a partir da costela de Adão. Alguns comentaristas sugeriram que Eva ser a segunda criação de Deus indicava inferioridade feminina, mas ao chamá-la de "carne da minha carne", outros dizem que é implícita uma relação de igualdade.
Algumas mulheres foram elogiadas nos Livros de Rute e Ester. O Livro de Rute trata da lealdade de uma jovem moabita à sua sogra judia e de sua disposição de se mudar para Israel e se tornar parte de sua cultura. A história termina com seu louvor e bênção quando ela se casa com um israelita, que anuncia que agora cuidará dela, e posteriormente, o rei Davi descende de sua linhagem. No Livro de Ester, uma jovem chamada Ester, de linhagem judaica, é elogiada por sua bravura como rainha da Pérsia, que salvou muitos de serem mortos por seus apelos ao rei.

## Críticas modernas
Linda Woodhead afirma que, "dos muitos desafios que o cristianismo tem que enfrentar nos tempos modernos, a igualdade de gênero é um dos mais sérios". Além das perspectivas não cristãs, quatro das principais visões dentro do cristianismo sobre o papel das mulheres são: feminismo cristão, igualitarismo cristão, complementarismo e patriarcado bíblico.

### Críticas seculares
Representando uma perspectiva ateísta, o autor Joshua Kelly argumenta que a Bíblia cristã, vista como uma criação de autores antigos e editores medievais que refletem sua própria cultura e opiniões, e não as declarações de um ser sobrenatural, descreve e defende normas sexistas que devem ser rejeitadas pelas pessoas modernas. Kelly aponta para a exigência de que as mulheres se subordinem aos seus maridos, conforme exposto no livro de Efésios do Novo Testamento, a classificação das mulheres como propriedade junto com bois e escravos ao longo da Torá, e a permissão dada pelo Livro do Êxodo para que um homem venda sua filha como serva.

### Feminismo cristão
As feministas cristãs adotam uma posição ativamente feminista a partir de uma perspectiva cristã. Nas últimas gerações, houve a ascensão do que alguns chamam de "feminismo cristão", um movimento que busca desafiar algumas interpretações cristãs tradicionais das escrituras em relação aos papéis das mulheres. No entanto, o feminismo cristão representa as visões da ala mais teologicamente liberal do espectro dentro do cristianismo. Em contraste com os igualitaristas cristãos, que são mais socialmente conservadores, as feministas cristãs tendem a apoiar os direitos LGBT e uma postura pró-escolha em relação ao aborto.